# Crithote
Crithote là một chi bướm đêm thuộc họ Erebidae.

## Các loài
- Crithote horripides Walker, 1864
- Crithote pannicula Swinhoe, 1904